# Herning-Ikast Håndbold
Herning-Ikast Håndbold (dawniej FC Midtjylland Håndbold) – duński klub piłki ręcznej kobiet. Klub powstał w 1970 pod nazwą FS Håndboldafdeling.
W GuldBageren Ligaen gra od 1991 roku. W 1998 roku FCM zdobył mistrzostwo kraju. Oprócz tego zdobył Puchar EHF i Puchar Zdobywców Pucharów.
Drużyna nosiła wiele nazw:
- 1997–1999 Ikast FS Elitehåndbold
- 1999–2008 Ikast-Bording Elitehåndbold
- 2008–2009 Ikast-Brande Elite Håndbold
- 2009–2018 FC Midtjylland Håndbold
- 2018– Herning-Ikast Håndbold

## Sukcesy
Mistrzostwo Danii
- (1998, 2011, 2013, 2015)
- (1999, 2002, 2003, 2008, 2014)
- (1994, 1995, 1996, 2000, 2004, 2005, 2012)

Puchar Danii
- (1991, 1998, 1999, 2001, 2012, 2014)

Liga Mistrzyń
- (1998)[1]
- (2002)
- Półfinał: (2003, 2014)

Puchar EHF
- (2002, 2011)
- (2007)

Puchar Zdobywców Pucharów
- (2004, 2015)

## Zawodniczki

### Kadra 2017/18
- 1.  Jessica Ryde
- 2.  Louise Hansgaard Ellebæk
- 3.  Linn Blohm
- 6.  Helene Gigstad Fauske
- 10. Veronica Kristiansen
- 13. Julie Gantzel Pedersen
- 14. Emma Friis
- 15. Tonje Løseth
- 16. Sabine Englert
- 17. Mathilde Bjerregaard
- 19. Annika Jakobsen
- 20. Sabine Pedersen
- 21. Anne Mette Pedersen
- 22. Trine Troelsen
- 24. Mie Augustesen
- 27. Louise Burgaard